# Kanton Greene
Der Kanton Greene bestand von 1807 bis 1813 im Distrikt Einbeck (Departement der Leine, Königreich Westphalen) und wurde durch das Königliche Decret vom 24. Dezember 1807 gebildet. Er entstand aus einer Teilung des alten Amts Greene in den Kanton Greene und den Kanton Delligsen, der um einige angrenzende Orte erweitert wurde. Greene war von den Umstruktierungen zur endgültigen Festsetzung des Zustands der Gemeinden im Departement der Leine vom 16. Juni 1809 nicht betroffen. Nach 1813 wurde das alte Amt Greene restituiert.

## Gemeinden
- Greene (zuvor Fürstentum Braunschweig-Wolfenbüttel)
- Garlebsen und Ippensen
- Erzhausen und Bruchhof
- Naensen und Weddehagen
- Stroit, Langenstruck, Hilshäuser, Nienrode
- Bartshausen, Hallensen und Voldagsen
- Wenzen
- Brunsen, Holtershausen und Meierei Mühlenbeck